# 御茶膳房管理事務大臣
御茶膳房管理事務大臣，為清朝總領管理內務府下屬御茶膳房之職官，員額不定，由皇帝於王、公、大臣中特簡兼充。

## 建置
清初設茶房、膳房，初稱「茶飯處」，設總領各三人分別掌理茶、飯事務。雍正元年（1723年）定總領授為二等侍衛，四品。乾隆八年（1743年），以茶上三等侍衛、飯上三等侍衛各授一等侍衛1人管理茶膳。十三年（1748年），將茶房、膳房合併為御茶膳房，於茶膳侍衛、總領之上特簡王公大臣兼管，即御茶膳房管理事務大臣。